# ダランベールのパラドックス
ダランベールのパラドックス（英語: D'Alembert's paradox）とは、静止している理想流体（粘性が0である流体）中に物体を等速直線運動させたときに、物体には抵抗力が働かないという、一見直感に反する事実（パラドックス）のこと。1743年のダランベールの力学に関する著書に記されており、1768年まで考察が洗練されていった。

## 概要
速度U の一様流に循環Γを重ねた流れ場に、半径R の円柱をおく。流体には粘性がないとすると、円柱の表面の圧力分布p は、ベルヌーイの式から
{\displaystyle p(\theta )=p_{0}-{\frac {1}{2}}\rho U^{2}\left(2\sin \theta +{\frac {\Gamma }{2\pi RU}}\right)^{2}}
で与えられる。ここで
- p0 ：よどみ点圧力
- ρ：流体の密度
- θ：角度

である。したがって、円柱にかかる流れ方向の抗力F はこの分布を積分して
{\displaystyle F=-\int _{0}^{2\pi }p(\theta )R\cos \theta \ \mathrm {d} \theta =0}
となり、抗力がはたらかないという結果になる。しかし実際には抵抗がはたらくため、この結果は矛盾する。
形状の対称性にかかわらず、どのような物体でも抵抗は 0 となる。

## 原因
このパラドックスが生じる原因となる、流体に関する前提条件には以下のものが挙げられる：
1. 流体を理想流体とし、粘性を考慮しない（ベルヌーイの式では粘性を考えていない）。
2. 流体は1種類である。
3. 流体は無限遠方まで広がっている。
4. 重力など、質量や体積に比例する力（体積力）はかかっていない。
5. 流れは定常（時間的変化がない）かつ遠方で一様（空間的変化がない）である。
6. 物体は単独で存在し、周りに別の物体は存在しない。
7. 流れは連続的である。

したがって、これらの前提のうちいずれかが成り立たないことが抵抗の原因である。すなわち、抵抗力を評価するには
1. ナビエ-ストークスの式を用い粘性を考慮する。
2. 重力と、それによって生じる浮力を考慮する。
3. 加速流を考え、付加質量とこれに相当する慣性力を与える。
4. 衝撃波や死水などを含む、不連続な流れを考える。

などが必要となる。